# Lacuadrada
Lacuadrada es una localidad perteneciente al municipio de Torres de Alcanadre, en la provincia de Huesca, comunidad autónoma de Aragón, España. En 2018 contaba con 18 habitantes.
A Lacuadrada se la conoce en aragonés como “A Cuadrada” y se sitúa en la comarca del Somontano, muy cerca del límite geográfico Somontano-Hoya de Huesca.

## Topónimo
El nombre de Lacuadrada proviene de La Almunia Quadrada, mostrándonos en su topónimo influencias latinas y árabes. 

## Historia
Juan Bautista Labaña cartógrafo, matemático y geógrafo portugués  al servicio de los reyes de España, recorrió 
Aragón durante el siglo XVII para hacer un mapa exacto del territorio. El 5 de enero de 1611 llegó a Berbegal y desde su iglesia, descubrió el pueblo de Laquadrada (Lacuadrada), constando en sus escritos como aldea de Pertusa.

## Fiestas
- San Valentín: se celebra el día 14 de febrero, es la fiesta mayor del pueblo.
- San Roque: se celebra el 16 de agosto.

Existe un dicho que reza así: los patrones de Lacuadrada, yo te diré cuales son. San Valentín y San Roque, y la Purísima Concepción.

## Curiosidades
- El Camino de Santiago pasa por el pueblo, también la cabañera que va de Mequinenza a Broto. 
- La campana de la iglesia de Lacuadrada está apodada como "Valentina" en honor a San Valentín, patrón del pueblo. 
- En las cercanías del pueblo hay agua que nace de manantiales subterráneos.